# Koen Strobbe
Koen Strobbe (1964) is een Vlaams auteur van literaire thrillers die zich afspelen in Zuid-Frankrijk. In zijn laatste roman zet hij de stap van het pure thrillergenre naar psychologische romans. Daarnaast schrijft hij ook wekelijks een column in Libelle, over het leven op het Franse platteland.

## Loopbaan
Hij debuteerde in 2016 met Kruis en munt, dat meteen een bestseller werd en wekenlang in de boekentop stond. Later dat jaar won hij met dat boek ook de Hercule Poirot-debuutprijs (Fred Braekman Award).
Voor hij voltijds auteur werd, werkte Strobbe bij De Persgroep en Woestijnvis. Daarna werd hij wijnbouwer in Zuid-Frankrijk. Hij studeerde Germaanse filologie.